# Odense
Odense és una ciutat danesa de l'illa de Fiònia, és la tercera ciutat més gran de Dinamarca, després de Copenhaguen i Århus, i la capital del municipi d'Odense, que forma part de la regió de Syddanmark i de la qual també n'és la capital. El nom de la ciutat provindria dels mots Odin i Vi i significaria "santuari d'Odin", Odin és el déu suprem de la mitologia germànica i de l'antiga religió nòrdica anterior al cristianisme.
La ciutat es troba a la riba del riu Odense, el més llarg de l'illa de Fiònia, i a uns 3 km al sud del fiord d'Odense, un canal (dit d'Odense) uneix el fiord amb la zona industrial de la ciutat, on hi ha un complex portuari.

## Història
El nom d'Odense apareix citat per primer cop a un document de l'emperador Otó III concedint drets a algunes diòcesis daneses. Per aquest motiu la ciutat va celebrar el mil·lenari l'any 1988 tot i que és força més antiga. A Odense, al turó de Nonnebakken, hi havia una de les sis fortificacions circulars vikingues que es van construir durant el regnat de Sven Tveskæg.
El fet més rellevant de la història de la ciutat va ser l'assassinat del rei Canut IV de Dinamarca a l'església de St. Albà a mans dels pagesos revoltats el 10 de juliol del 1086, l'església era a prop de l'actual catedral de Sant Canut (Sankt Knuds Kirke). El temple de Sant Canut va ser durant l'edat mitjana un important punt de pelegrinatge.
La catedral conté quatre tombes reials, a més de la tomba de Canut IV hi ha la d'Erik III, la del rei Joan i la de Cristià II. A més, el 12 d'octubre de 1730 el rei Frederic IV va morir a la ciutat, al Castell d'Odense.
Durant el segle xvi a Odense es va reunir el parlament diferents vegades. El 1805 la ciutat es va convertir en la seu de l'Assemblea provincial de Fiònia. A finals del segle xviii va començar l'excavació del canal d'Odense que permetria la construcció del port, fet que seria determinant per al desenvolupament de la ciutat fins als nostres dies.

## Personatges il·lustres
- Canut IV de Dinamarca (1043-1086), rei danès enterrat a la Catedral Odense. Canonitzat el 1101.
- Carles I de Flandes (1083-1127), fill de Canut IV de Dinamarca, comte de Flandes entre 1119 i 1127. Va ser beatificat el 1884.
- Hans Christian Andersen (1805-1875), escriptor.
- Edmund Hansen (1900-1995), ciclista.
- Caroline Wozniacki (1990), jugadora de tennis professional.

## Ciutats agermanades
Odense té un total de 20 ciutats agermanades a tot el món:
- Shaoxing, Xina
- Brno, Tjekkiet[4]
- Klaksvík, Illes Fèroe
- Tampere, Finlàndia
- Schwerin, Alemanya
- Upernavik, Groenlàndia (des de 1980)
- Kópavogur, Islàndia
- Pétah Tiqvà, Israel
- Funabashi, Japó
- Iksan, Corea del Sud
- Kaunas, Lituània (des de 1992)
- Groningen, Països Baixos
- Trondheim, Noruega
- Katowice, Polònia
- Toruń, Polònia
- Norrköping, Suècia
- Östersund, Suècia
- Esmirna, Turquia
- Kíev, Ucraïna
- St Albans, Regne Unit
- Columbus, EUA